# Ozyptila rauda
Ozyptila rauda es una especie de araña cangrejo del género Ozyptila, familia Thomisidae.

## Distribución
Esta especie se encuentra en Europa, Turquía, Cáucaso, Rusia (de Europa al sur de Siberia, Kamchatka), Kazajistán e Irán.